# 台中市公車市民小巴2路
台中市公車市民小巴2路行駛自大甲國小至泰安車站，由睿奕交通營運。本路線經土城，主要行駛於新厝路、土城路。

## 歷史
- 2012年10月1日：改制為台中市公車210路，原為公路客運6554路〈大甲－土城（經馬鳴埔）〉。
- 2013年2月1日：原公路客運6564路改制為210路副線（外埔－土城），實際終點為一安定。
- 2014年3月20日：增加停靠「安定」招呼站。
- 2014年11月17日：配合路線整併需求，原210路主線（大甲－土城）與原210路副線（外埔－土城）（610）整併為210路（大甲－土城），並調整整併後之210路行駛路線及發車時刻。[1][2]
- 2015年3月31日：「後寮」站更名為「后寮」站。
- 2015年5月4日：「大甲火車站」更名為「大甲火車站（蔣公路）」。
- 2016年4月18日：調整外埔區行駛動線，原行駛「中山路－長生路－大馬路」，變更為不繞經長生路直接右轉行經大馬路。調整行駛動線後原「鐵山國小」、「新厝」、「埤腳」、「馬鳴埔」裁撤，並增設「大馬中山路口」及「中山里福德祠」。
- 2016年11月：變更路線編號。
- 2019年10月1日：調整部分班次發車時刻。
- 2019年10月1日：調整部分班次發車時刻。
- 2024年2月1日：睿奕交通新增市民小巴2路「大甲車站-土城-泰安車站」替代豐原客運210路「大甲-土城」。[3][4]
- 2024年2月7日：210路「大甲-土城」停駛，改由市民小巴2路「大甲車站-土城-泰安車站」替代服務。
- 2024年4月1日：調整發車時刻。[5]
- 2024年5月6日：延駛大甲國小，新增市民小巴2區路「外埔區公所-土城」，並調整發車時刻。[6]

## 路線基本資料
雙向皆設39站。
自大甲國小（雁門路）起，經大甲區雁門路、德興路、育德路，育英路、中山路一段、水源路、甲后路五段、外埔區甲后路五、四、三段、六分路、中山路、大馬路、新厝路、土城路、土城北路、后里區土城北路、尾社路、安眉路、三豐路五段、重劃東路、福安路至泰安車站。

### 時刻表
- 時刻表僅供參考，請以睿奕交通網站公告為準。時刻表更新時間為2024年5月6日。

| 台中市公車市民小巴2路時刻列表   | 台中市公車市民小巴2路時刻列表 |
| ------------------------------- | ----------------------------- |
| 大甲國小（雁門路）發車          | 泰安車站發車                  |
| 平／假日 07:40、09:30、15:00    | 平／假日 08:30、10:15、15:55  |
| 台中市公車市民小巴2區路時刻列表 |                               |
| 外埔區公所發車                  | 土城（土城路）發車            |
| 平／假日 16:55、17:35           | 平／假日 17:15、17:55         |

### 收費
- 一般市區公車（1～999、綠1～綠4）：依里程計費，收費費率為［2.431×搭乘里程數×（1+5%營業稅）］元。
  - 於基本里程8公里內票價為全票20元、半票11元。
  - 兒童、老人、身心障礙者及其陪伴者依規定半票收費，半票收費費率為原收費費率的一半。
  - 市民限定交通卡：前10公里免費，超過10公里部分票價比照收費費率，且上限為10元。
- 小黃公車（黃1～黃25）：免費。
- 幸福公車（梨山1）：票價比照臺中市計程車收費費率，持電子票證刷卡全程免費。
- 市民小巴（市民小巴1～市民小巴4）：票價比照一般市區公車收費費率，持電子票證刷卡全程免費。

### 停站
- 參見右側站牌路線圖，綠色路段表示行駛優化公車專用道。